# Криста Торди
Криста Торди (нем. Christa Tordy, настоящее имя Аннелиза Ульхорн (Anneliese Uhlhorn); 30 июня 1904, Бремен — 28 апреля 1945, Бад-Заров) — немецкая актриса немого кино.

## Биография
Семья Аннелизы переехала в Висбаден, где она окончила школу. Изучала историю искусства, археологию, философию и историю литературы в Берлине, Мюнхене и Бреславле. Выступала в студенческом театре.
В 1925 году режиссёр Людвиг Бергер снимал в Берлине фильм «Мечта вальса» с участием двоюродной сестры Аннелизы Мади Кристианс. Он пригласил Аннелизу попробовать себя в кино. По окончании учёбы летом 1926 года Аннелиза приняла окончательное решение в пользу кинематографа и дебютировала в фильме Фрица Вендхаузена «Его самое крупное дело» под псевдонимом «Криста Торди». В течение двух лет актриса снялась в ряде лент немого кино в главных и второстепенных ролях, затем вышла замуж за киноактёра Гарри Лидтке и оставила кинематограф ради семьи.
В конце апреля 1945 года после неудавшейся попытки самоубийства супруги были убиты на своей вилле в Бад-Зарове солдатами наступавшей Красной армии. Гарри Лидтке пытался препятствовать насилию над своей супругой.

## Фильмография
- 1926: Его самое крупное дело — Sein großer Fall
- 1926: Der Seekadett
- 1926: Potsdam, das Schicksal einer Residenz
- 1927: Prinz Louis Ferdinand
- 1927: Die Beichte des Feldkuraten
- 1927: Die Sandgräfin
- 1927: Das Geheimnis von Genf
- 1928: Amor auf Ski